# Stazione di Marne-la-Vallée - Chessy
La stazione di Marne-la-Vallée - Chessy (in francese Gare de Marne-la-Vallée - Chessy) è una stazione ferroviaria situata nel comune di Chessy, nella regione dell'Île-de-France, in Francia.
La stazione è distinta in due blocchi: quello a sud a servizio della RER A di Parigi e quello a nord della linea ferroviaria a alta velocità denominata LGV Interconnextion Est.
Questa stazione si trova nel cuore del complesso turistico e urbano di Disneyland Paris, che riunisce due parchi di divertimento e una zona commerciale con negozi, ristoranti e cinema.
È una stazione in comune tra la Régie autonome des transports parisiens (che la chiama Marne-la-Vallée Chessy - Parcs Disneyland) e la SNCF (che la chiama Marne-la-Vallée Chessy).

## Situazione ferroviaria
Stabilita a 117 metri s.l.m., in trincea nel cuore del parco Disneyland, la stazione di Marne-la-Vallée - Chessy è situata al punto kilometrico 31,319 della linea ferroviaria a alta velocità denominata LGV Interconnextion Est, di cui costituisce la seconda stazione dopo quella di Aeroporto di Parigi Charles de Gaulle. Si trova ugualmente al punto kilometrico 59,079 della linea della RER A, di cui costituisce la stazione capolinea del ramo A4.

## Servizio della linea A del RER
La stazione della Régie autonome des transports parisiens è servita da un treno ogni dieci minuti nelle ore di bassa frequenza e da un treno ogni sei minuti nelle ore di punta, dal lunedì alla domenica. Di sera invece è servita da due fino a quattro treni per ora.

## Servizio TGV
La stazione TGV della Société Nationale des Chemins de fer Français è servita dai TGV provincia-provincia (che non servono nessuna stazione di Parigi) e dagli Eurostar e la Thalys che permettono ai viaggiatori di accedere direttamente al parco Disneyland. Le principali destinazioni servite partendo da questa stazione sono Bordeaux, Marsiglia, Avignone, Nizza, Lione, Rennes, Lilla, Londra St Pancras, Rotterdam, Amsterdam, Nantes, Strasburgo, Montpellier, Nîmes, Poitiers, Angoulême, Bruxelles, Anversa, Belfort - Montbéliard, Besançon Franche-Comté TGV, Mulhouse.
La clientela della stazione è per il 55% turistica per il parco Disneyland e per il 45% per il servizio regionale.
Dal 2 aprile 2013, la stazione è il fulcro del servizio del TGV a basso costo Ouigo che propone dei collegamenti con Marsiglia Saint-Charles, Montpellier, Tourcoing, Rennes e Nantes.
Nei sistemi di prenotazione, la stazione di Marne-la-Vallée - Chessy è assimilata alle stazioni di Parigi.